# Список самых высоких зданий префектуры Ибараки
В этом списке приведены небоскрёбы префектуры Ибараки с высотой от 80 метров, основанные на стандартных измерениях высоты. Эта высота включает шпили и архитектурные детали, но не включает антенны радиовышек и башен.

## Самые высокие здания
| Рейтинг | Название                                    | Фото | Высота м | Этажи | Год  | Город   | Примечания |
| ------- | ------------------------------------------- | ---- | -------- | ----- | ---- | ------- | ---------- |
| 1       | Правительственное здание префектуры Ибараки |      | 116      | 25    | 1999 | Мито    | [ 1 ]      |
| 2       | Solid Tower                                 |      | 109.15   | 31    | 1997 | Цутиура | [ 2 ]      |
| 3       | Lions Mansion Koga Sky Tower                |      | 98.9     | 28    | 1998 | Кога    | [ 3 ]      |
| 4       | BRANZ-CITY MORIYA                           |      | 95.05    | 30    | 2009 | Мория   | [ 4 ]      |
| 5       | Tsukuba Mitsui Building                     |      | 88       | 19    | 1990 | Цукуба  | [ 5 ]      |